# X-raid

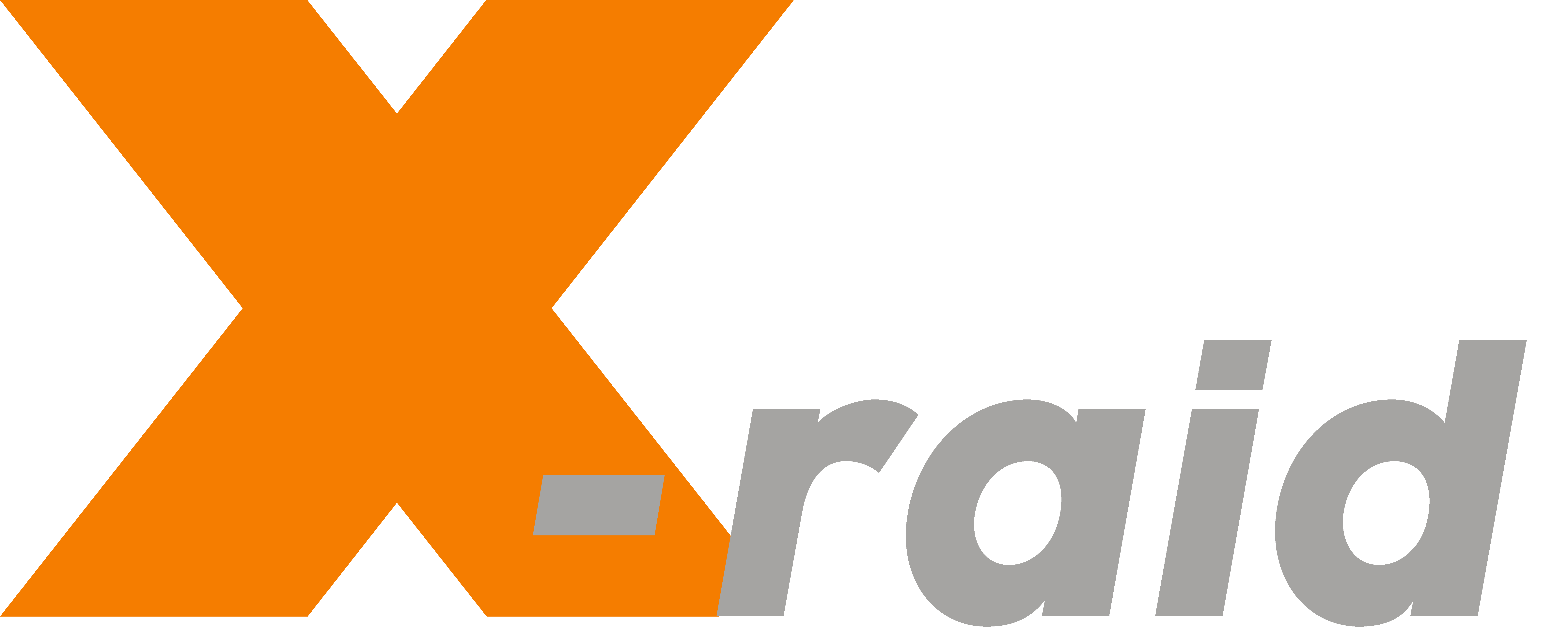
チームロゴ（2016年）

X-raid（エックスレイド）は、ドイツのトレーブールを拠点とするラリーレイドチーム。

## 概要
BMWの大株主であるヘルベルト・クヴァントの息子のスヴェン・クワントが設立した。
クワントは経営者として成功する傍ら、自らもステアリングを握って10年ほどラリーレイドに参戦し、三菱・パジェロでクロスカントリーラリー・ワールドカップの市販車部門を制するなどの成功を収めていた。しかし当時の日本車とフランス車に支配されていたダカール・ラリーを変えるために、ドイツのブランドを背負って戦うことを決意してX-raidを立ち上げ、2002年9月19日にトレーブールで事業を開始した。そうした経緯から、自動車部門では一貫してBMW系のブランドの看板を背負っているが、2021年以降はヤマハ発動機との提携でSxS（サイド・バイ・サイド・ビークル）の部門への参戦も並行して行っている。
なおクワントはX-raidの運営と並行して三菱自動車工業のワークスチーム代表を務めて2003、2004年に総合優勝を収めている他、2021年に二人の息子とともにアウディ・RS Q e-tronのような電動車両の運用を行う「Qモータースポーツ」を立ち上げているが、いずれも独立した意志と目的で運営されたチームであり、X-raidとは関わりは無い。
セミワークスとして20年以上もの間ダカールに参戦を続けている稀少なプライベーターであり、現在レジェンドと呼ばれるような四輪ラリーレイド選手の多くがX-raidの歴史に名前を連ねている。

## 経歴

### BMW

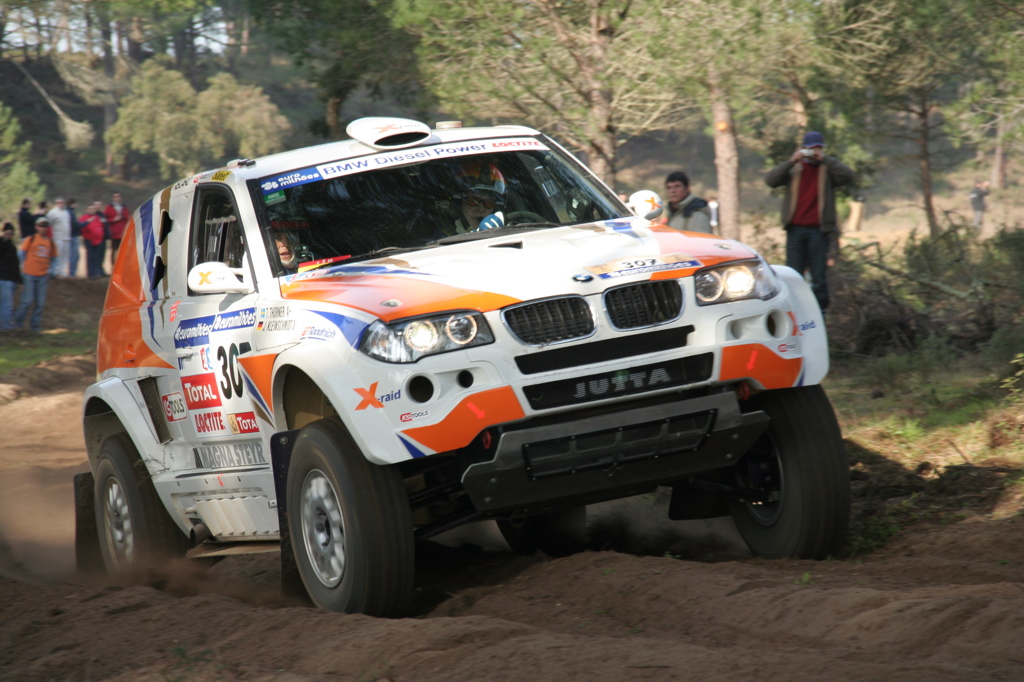
BMW・X3 CC（2007年クラインシュミット車）

2003年から市販車に近い外観を保ったパイプフレームのBMW・X5 CC（Cross Country）でダカール・ラリーに参戦。燃費とトルクに優れる3リッター直列6気筒のディーゼル可変ツインターボエンジン（M57）を搭載し、以降のX-raidの歴代四輪車も改良を重ねながら同規格のエンジンを搭載することとなる。元スキーヤーのリュック・アルファンとWRCドライバーのグレゴワール・ド・メビウスがドライブし、2003、2004年にディーゼル車クラスで優勝を挙げた。また総合でもそれぞれ9位、4位と健闘した。2003年のステージ14ではアルファンがダカール史上初のディーゼル車によるステージ優勝を飾った。
2005年には三菱自動車へ移籍したアルファンに代わりスキーのフリーライディング王者のゲラン・シシェリが加入し、以降2016年までX-raidに所属することになる。また2007〜2009年にはナッサー・アルアティヤやユタ・クラインシュミットも在籍した。
予算規模はライバルたちよりも小さかったが、2004年にはカリファ・アル＝ムタウェイがクロスカントリーラリー・ワールドカップのタイトルを制覇した。
2006年には全長と全高を小さくし、全幅とホイールベースを大きくして戦闘力を高めたX3 CCへスイッチ。2008～2011年までのワールドカップを4連覇した。しかし肝心のダカールでは表彰台にもなかなか手が届かない年が続いた。
2009年を最後に三菱がワークス参戦から撤退したことで、三菱のエースステファン・ペテランセルと元二輪王者ナニ・ロマ、アルゼンチンの雄オーランド・テラノバを獲得した。

### MINI

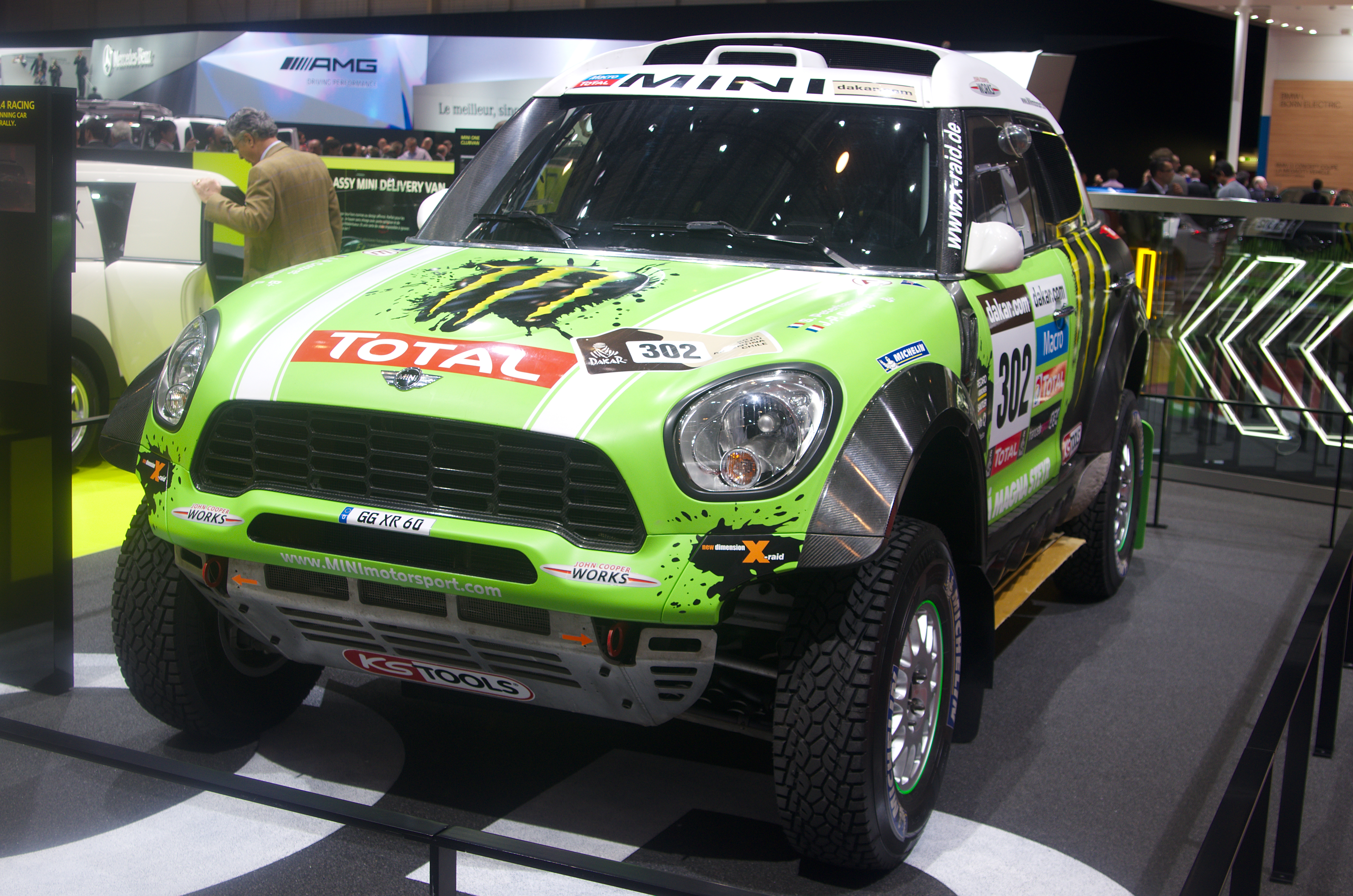
MINI・All4 Racing（2013年ペテランセル車）

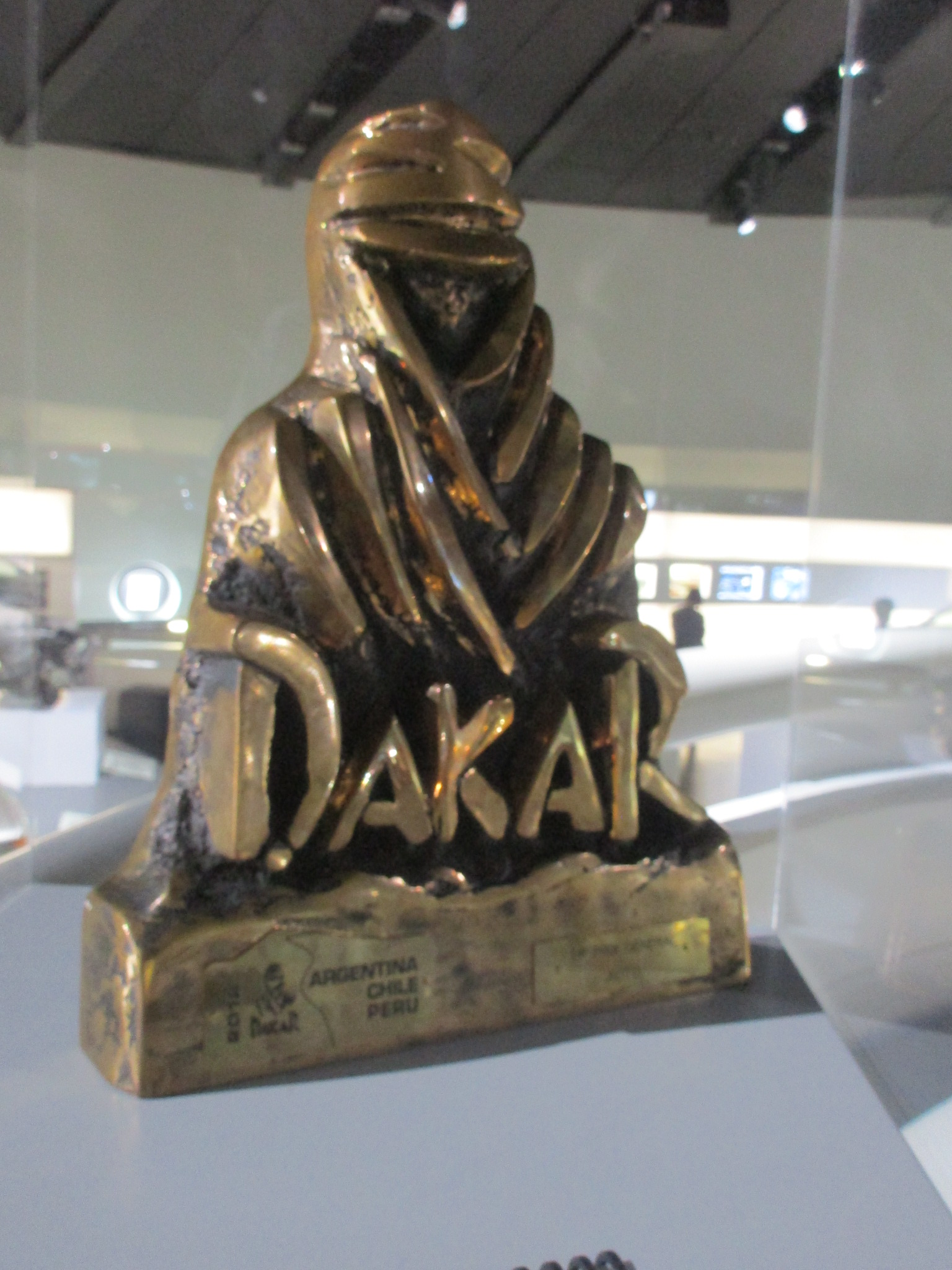
BMW博物館に展示された2014年優勝トロフィー

2011年にはX3 CCを流用しつつ、BMW傘下であるMINI・カントリーマンのデザインを用いた「ALL4 Racing」へとブランドごとマシンを交代。マシンはより低重心かつコンパクトになり、出力は310馬力にアップした。パイプフレームはドイツのヘッゲマン・オートスポーツが設計・製造。オールカーボンボディの設計、およびエンジン含めた車両全体の製造はコーチビルダーとして有名なマグナ・シュタイヤーによって行われた。2010年6月に開発のゴーサインが出てから、わずか90日間で製造されたという。またタイトルスポンサーにモンスターエナジーが就いた。
フォルクスワーゲンが撤退した後ワークスが不在となった後の2012年にようやくダカールで初表彰台、そして初総合優勝を獲得。以降も新興勢力トヨタ・ハイラックスで追い縋るジニエル・ド・ヴィリエを振り切り、2015年までダカールを4連覇した。2014年はレッドブルが支援するアル＝アティヤがサテライトチームとしてX-raidに復帰し、ロマ、ペテランセル、アル＝アティヤで表彰台を独占した。また2012年はトップ5中3台、2013〜2015年はトップ5中4台がX-raid勢という、質・量ともに圧倒的な力を見せ、ワールドカップも2015年まで（BMW時代から合わせて）8連覇するなど、まさに我が世の春を謳歌していた。
一方で2013年のレギュレーション改訂の影響でプライベーターたちの二輪駆動バギー勢の脅威に晒され、クワントは四輪駆動車のコストの高さに見合わない苦戦ぶりに不満を隠さなかった。そこでナッサー・アルアティヤが用いていたジェフリーズ・バギーを引き取って2015年からシシェリらに走らせ、二輪駆動バギーの研究開発を行った。
2015年大会を最後にモンスターエナジーはタイトルスポンサーから降りている。
2016年大会で、前年二輪駆動バギーでダカールに復帰したプジョー・スポールの2008 DKRが総合優勝。覇権の時代は終わって再びX-raidは挑戦者側となり、BMWモータースポーツは支援強化を表明した。2017年は四輪駆動でALL4 Racingの後継車であるMINI・JCW（ジョン・クーパー・ワークス）ラリーを投入した。しかしペテランセルをX-raidから引き抜き、サインツにシリル・デプレ、セバスチャン・ローブまでも揃えたプジョーの力は強大で、X-raidは史上3人目の二輪・四輪王者となったナニ・ロマ、テラノバ、元WRCドライバーのミッコ・ヒルボネンや元二輪ライダーのヤクブ・プルジゴンスキーらを揃えて抵抗したが、ロマ以外のドライバーの力量の差は明らかで、プジョーに表彰台独占を許した。
2018年にはBMWの技術「バルブトロニック」を採用した上でシングルターボ化されたディーゼル直列6気筒エンジンをリアミッドシップにマウントする、二輪駆動のMINI・JCW（ジョン・クーパー・ワークス）バギーを3台投入し、JCWラリーと合わせて8台体制を敷いたが、米国のオフロードレース（CORR）王者のブライス・メンジーズとヤジード・アル＝ラジがデイ2、ヒルボネンがデイ3で優勝争いから脱落し、バギーは全滅してしまった。この年はプジョー勢も多数脱落したものの、X-raid勢はJCWラリーのプルジゴンスキーが5位で表彰台すら奪えずに終わった。

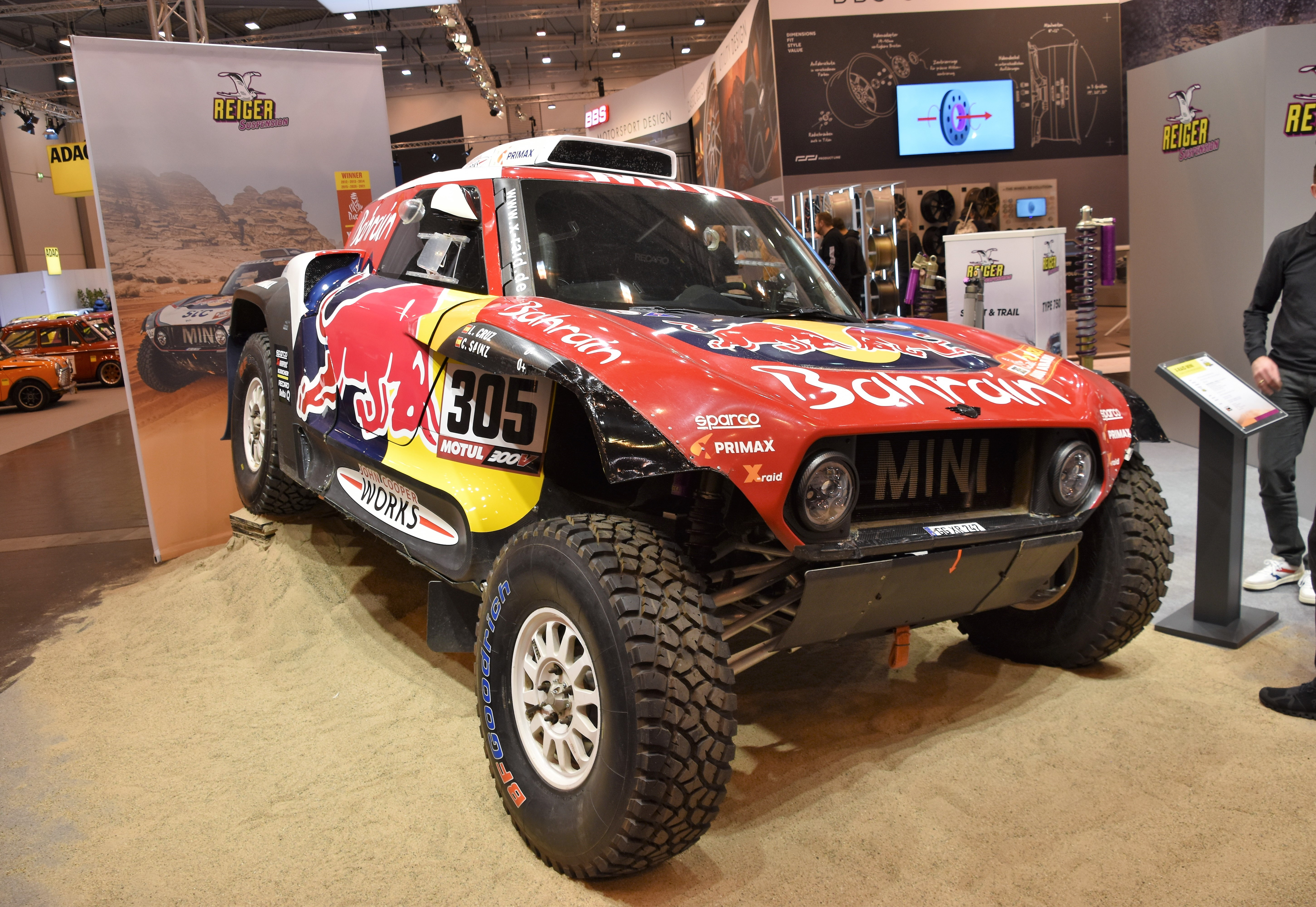
MINI・JCWバギー（2019年サインツ車）

プジョーがフル参戦していなかったワールドカップでは、2018年にプルジゴンスキーがタイトルを獲得した。
2019年はプジョー撤退によりシートを失ったサインツ、ペテランセル、デプレを接収し、3人とも前年までのマシンと同じ二輪駆動のJCWバギーをドライブ。またPHスポールのプジョー勢だったハリド・アル＝カシミも加わった。さらに規定変更でディーゼル車はリストリクター径が1mm拡大し、2016年以来の39mmとなり、人馬ともにX-raidが圧倒的に優勢に思われた。しかしTOYOTA GAZOO Racing SAで孤軍奮闘するアルアティヤのハイラックスに敗れた（四輪駆動のロマが2位、プルジゴンスキーが4位を獲得）。ワールドカップではペテランセルの働きにより、タイトルを防衛することができた。BMWからの予算が削減されたため、デプレとロマはこの年を最後にX-raid陣営から離脱した。
フェルナンド・アロンソの参戦で注目を集めた2020年大会はJCWバギーを駆るサインツとペテランセルの2枚のレジェンドにより12ステージ中9ステージで勝利し、6分差で食い下がるトヨタのアル＝アティヤを振り切り、サインツ1位・ペテランセル3位で5年ぶりにダカールを制覇した。四輪駆動のJCWラリーはテラノバの6位が最上位となった。また当時無名だったヴァイドタス・ザラがJCWラリーをドライブして第1ステージでリトアニア人として初のステージ勝利・ラリーリーダーを記録し、関係者に衝撃を与えた。銀行ローンでマシンを買ったというザラは、マシンを「以前乗っていた車（ハイラックスなど）とは比べ物にならない」「宇宙船のような緻密さと快適さで素晴らしい」と手放しで賞賛した。
2021年大会もほぼ同じ体制。一人でサインツ・ペテランセルのステージ勝利数を上回るほどの迫真の走りを見せるアル＝アティヤをまたしても押さえ込み、ペテランセルが1位、サインツが3位という形で連覇した。四輪駆動はウラジミール・ヴァシリエフが前年と同じく6位が最上位。
2022年に四輪駆動が優位となるためのグループT1+規定と、電動車両のためのT1アルティメット規定が施行されると、サインツとペテランセルが新規参入のアウディスポーツに引き抜かれ、テラノバもプロドライブへ移籍した。X-raidはオーバードライブ・トヨタからの出戻りのプルジゴンスキーと、ATV部門2位の実績を持つアルゼンチンのセバスチャン・ハルパーンが主力としてバギーに乗るが、二人とも四輪部門で優勝はおろか表彰台経験もないため、戦力の大幅ダウンは否めなかった。この年のダカールはプリジゴンスキーの6位が最高。なお女性で元ホンダライダーのライア・サンツも1年のみ加入し、型落ちのAll4 Racingをドライブして23位で完走した
2023年にライバルに一年遅れて新規定グループT1+のジョン・クーパー・ワークス・ラリー・プラスを投入するが、ハルパーンが9位となるのがやっとだった。これに並行して二輪駆動バギーもアル＝カシミらが従来通り運用している。トヨタとプロドライブがガソリンターボ、アウディが電動車両を選択する中、MINIはディーゼルエンジンを維持し、多彩なグリッドを演出した。
2025年大会では、前大会でトヨタ勢として表彰台を獲得したギヨーム・ド・メビウスと、彼と提携するゲラン・シシェリ、前大会T4部門優勝のジョアン・フェレイラがX-raid勢に加入した。またマシンは従来のディーゼルエンジン車も扱う一方で、X-raid20年余りの歴史で初となるガソリンエンジンのT1車両「Mini JCW Rally 3.0i」も開発。アルピナと共同で改造したBMW製の3リッター直列6気筒の「RS24」エンジンは、約350馬力/570Nmを発生する。

### ヤマハ

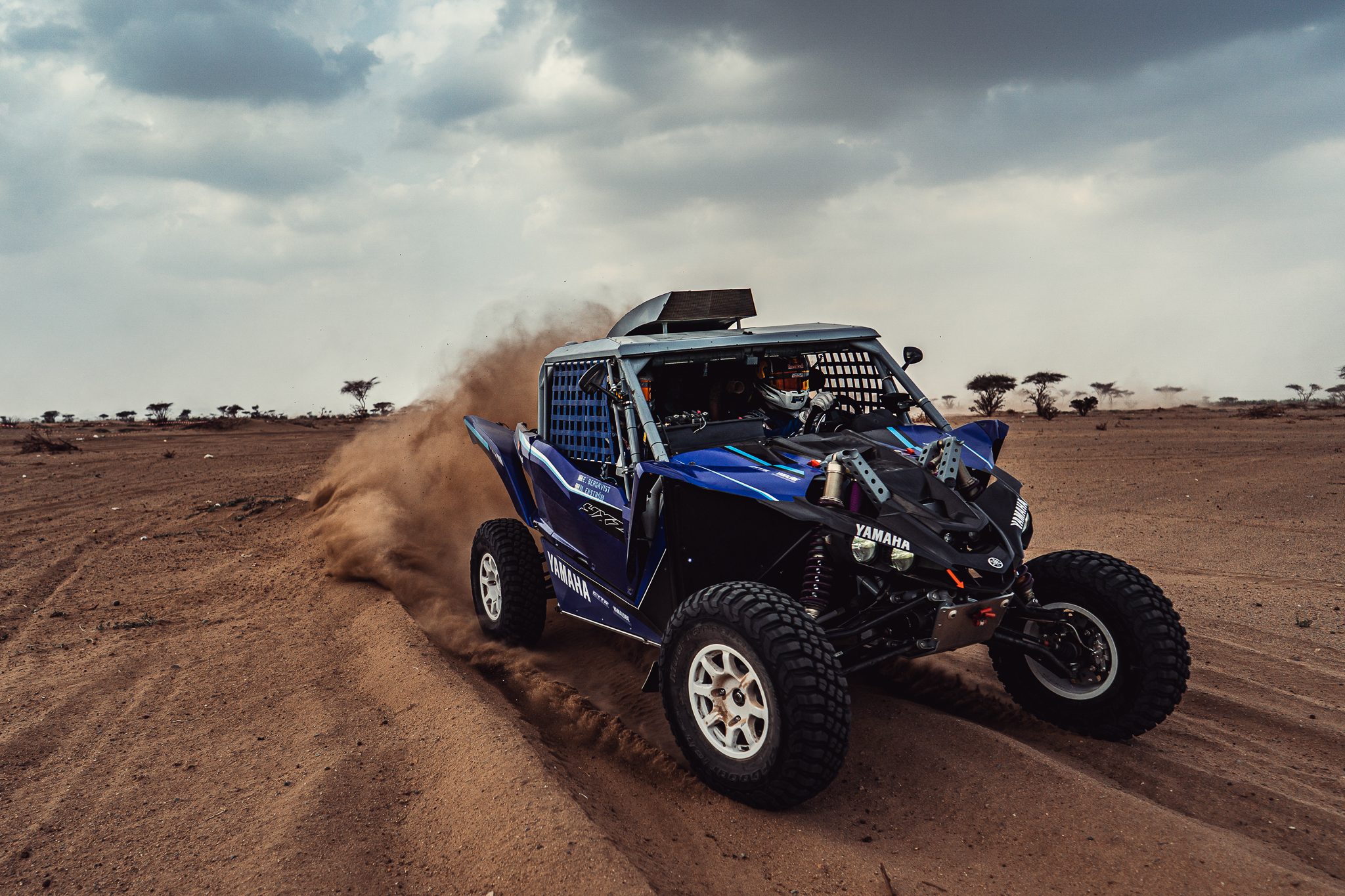
ヤマハ・YXZ1000R（2021年エクストローム車）

2021年より、サイド・バイ・サイド・ビークル（SxS）を市販しているヤマハ発動機とのジョイントにより、グループT3規定（プロトタイプSxS）用のヤマハ・YXZ1000Rを開発して参戦している。マシンはヤマハ・モーター・ヨーロッパが競技用に改造した市販のYXZ1000Rがベースとなっており、エンジンはターボ化されている。
デビュー年はWorld RX（世界ラリークロス選手権）王者のマティアス・エクストロームと、以前よりヤマハに所属しYXZ1000Rを使っていた女性ドライバーのカメリア・リパロティが参戦し、リパロティが部門2位表彰台を獲得している。エクストロームはアウディに加わるため、この年限りで離脱した。
2022年はリパロティが6位で完走。また以前より市販改造のYXZ1000Rのステアリングを握っていたペテランセルがアンダルシア・ラリーで車両評価のために参戦し、X-raidへの部分的な復帰を果たしている。
2023年はATV（クアッド）で3度の優勝経験者イグナシオ・カサーレが加わり、10位で完走した。

## エピソード

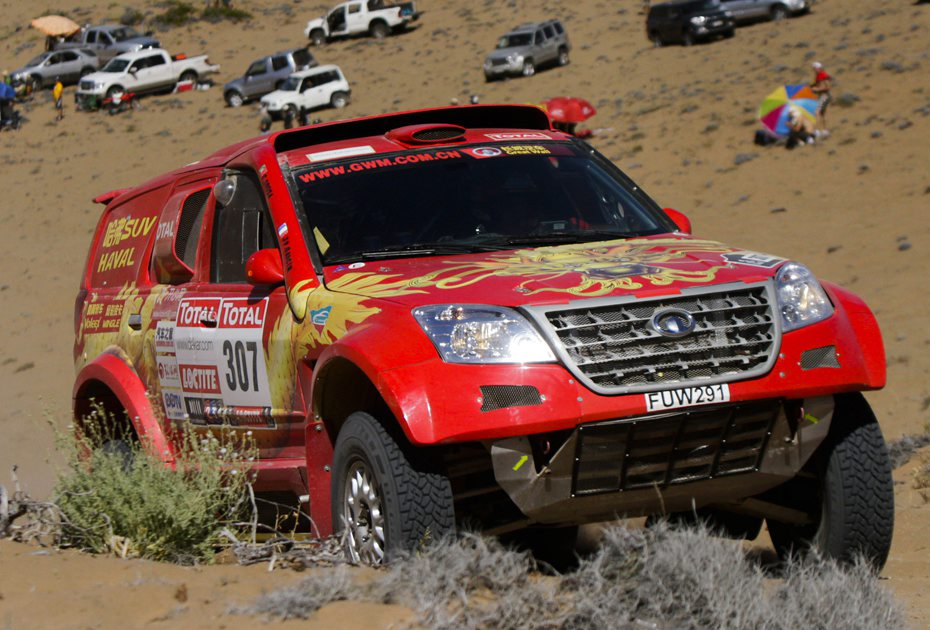
2012年ダカールに参戦するハヴァル

- 2011年最後のBMWブランドでの参戦では、ペテランセル/ジャン＝ポール・コトレ組がステージ10のリエゾンではギアボックストラブルによりストップ。残り500kmでアンデス山脈と国境を超えなければならないという絶望的な状態で、さらにBMWのサポート部隊は渋滞に見舞われながら、到着後40分でマシンを修復。ペテランセルたちはアンデス山脈を超えて、次のステージの開始のわずか5分前に到着した。これは「Speed Crossing of the Andes」としてX-raidのサイトで紹介されている[25]。
- 長城汽車が2011〜2014年に「チーム・グレートウォール（万里の長城）」としてダカール・ラリーに参戦し、2014年に中国メーカー初のステージ勝利・ラリーリーダーを記録しているが、この時運用していたハヴァルブランドのSUVはX-raid製BMW・X3 CCをベースに改造したものである。また同時期にダカールに参戦していた南アフリカ人二輪王者のアルフィー・コックスが用いたボルボ・XC60もX3 CCがベースである[26][27]。
- 2020年にダカール制覇を記念して、MINI・カントリーマンの特別仕様車「Powered by X-raid」を発売している[28]。